# Gajewo Trzecie
Gajewo Trzecie – nieoficjalna osada wsi Kamionka w Polsce położona w województwie pomorskim, w powiecie malborskim, w gminie Malbork.
Miejscowość położona jest na obszarze Wielkich Żuław Malborskich.
W latach 1975–1998 miejscowość administracyjnie należała do województwa elbląskiego.
Miejscowość oznaczona na starych mapach jako PGR Gajewo III, w pobliżu istniały jeszcze PGR Gajewo I i PGR Gajewo II.
Inne miejscowości o nazwie Gajewo: Gajewo